# Arcovestia
Arcovestia is een geslacht van borstelwormen uit de familie van de Siboglinidae.

## Soorten
- Arcovestia ivanovi Southward & Galkin, 1997